# Massimiliano Soldani Benzi
Pour les articles homonymes, voir Soldani et Benzi.
Massimiliano Soldani ou Massimiliano Soldani Benzi, né le 15 juillet 1656 à Montevarchi et mort le 23 février 1740 dans la même ville, est un sculpteur et médailleur italien, le plus fin fondeur de bronze en Europe de la fin du XVIIe et du début du XVIIIe siècle.

## Biographie
Né d'un aristocrate capitaine de la cavalerie toscane, Massimiliano Soldani commence par être élève à l'école des Médicis à Florence, puis a été employé pendant toute sa carrière par les Médicis car attirant l'attention du grand-duc Cosme III de Médicis, celui-ci l'envoie compléter sa formation en sculpture et en fabrication de médaille à Rome.
Pendant son séjour de quatre années, Cosme lui interdit de travailler pour d'autres que lui, même quand la reine Christine de Suède veut le commissionner.
Revenu de Rome, Cosme l'envoie chez un médailleur réputé à Paris et, par fidélité envers Cosme, il refuse les demandes de Louis XIV. Écourtant son séjour, revient à Florence.
Il devient directeur de l'hôtel des Monnaies avec un atelier aux Offices où, en plus d'être médailleur, il produit des reliefs en bronze, des figures et des bustes d'après l'Antique.
Pour le prince Johann Adam Ier de Liechtenstein, il produira même une copie des bronzes de la collection Médicis.
Après sa mort, ses héritiers vendent ses moules en cire au marquis Carlo Ginori, qui en fait adapter certains par son modeleur en chef, Gaspero Bruschi, et les reproduit en porcelaine à la Manufacture de Doccia près de Florence, ainsi Apollo dans son char, Vénus plumant les ailes de Cupidon et le Vice maîtrisant toutes les Vertus existent en porcelaine de Doccia.
Une exposition d'une soixantaine de dessins de Soldani Benzi, les seuls connus jusqu'alors, a eu lieu à Paris à la galerie Nicolas Schwed en novembre 2017. Il s’agit essentiellement de dessins de recherche pour des travaux ornementaux.

## Œuvres
- Pietà, terre-cuite, Cambridge, Fitzwilliam Museum[3].
- Léda et le cygne, Cambridge, Fitzwilliam Museum[4].
- Les quatre saisons, Londres, Royal Collection[5].
- Descente de Croix, Vienne, Liechtenstein Museum [6].
- médailles représentant la reine Christine de Suède, 1680[7].
- Reliquaire de saint Casimir, 1687, argent jeté, ciselé, pesé, fondu et doré, exécuté sur la commande de Cosme III pour la chapelle Palatine à San Lorenzo, et d'autres nombreux reliquaires dans lesquels il a uni le travail des pierres dures à l'argent et à l'or.
- Galatée, vase, 1695.
- Grand ostensoir, argent, pieve di S. Maria a Fagna, musée de Vicchio.
- Buste de l'empereur Auguste, 1695, Montevarchi.
- Andromède et le Monstre de mer, 1710-1716, Los Angeles, Getty Center.
- Vénus et Adonis, Los Angeles, Getty Center.
- La Grande Lamentation, musée d'art du comté de Los Angeles.
- Francesco Redi, 1684, New York, Metropolitan Museum of Art.
- Le Sacrifice de la fille de Jephté, 1722, New York, Metropolitan Museum of Art.
- L'Agonie dans le jardin, New York, Metropolitan Museum of Art.

Œuvres de Massimiliano Soldani Benzi
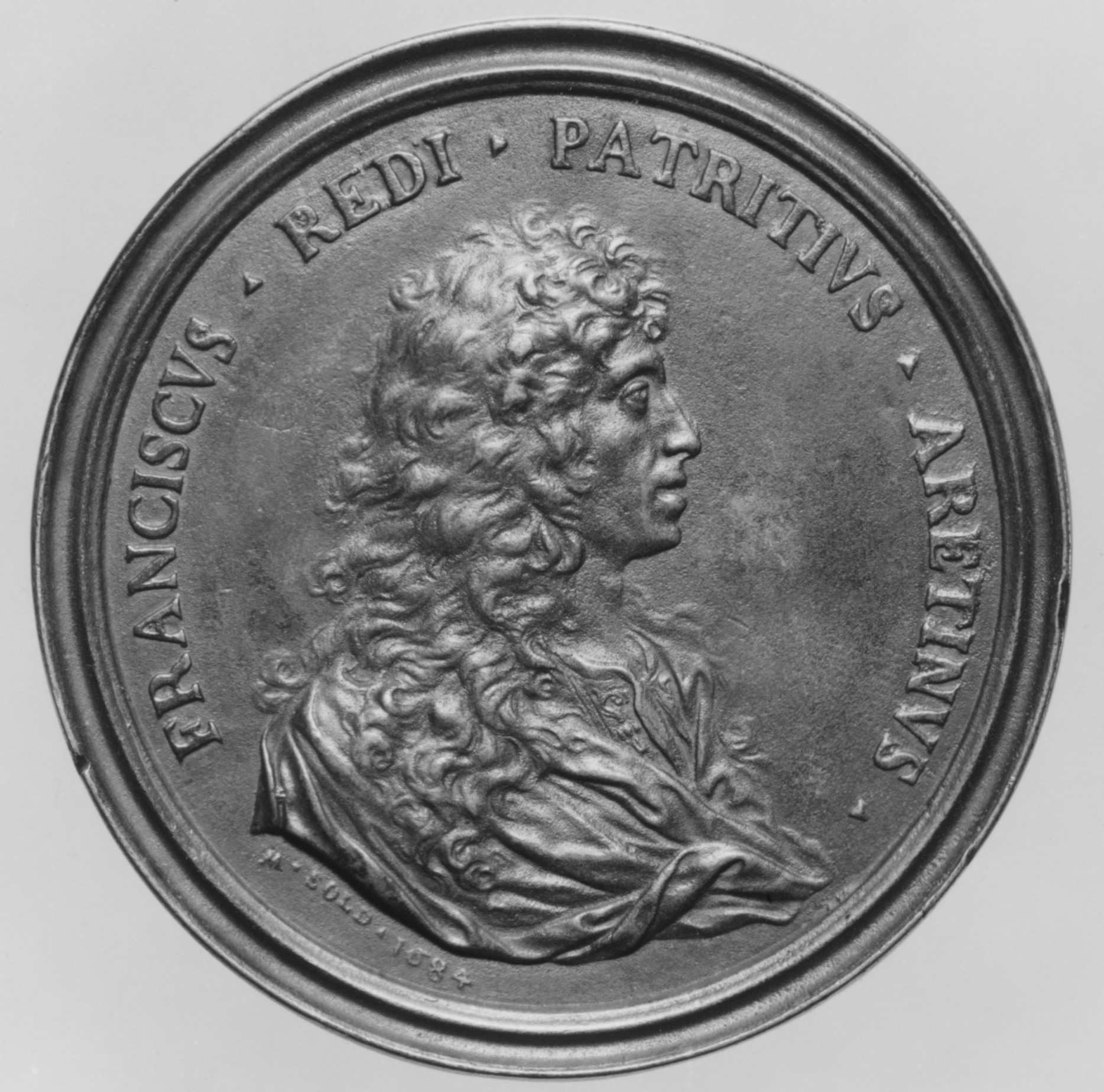
Francesco Redi (1684), avers, New York, Metropolitan Museum of Art.
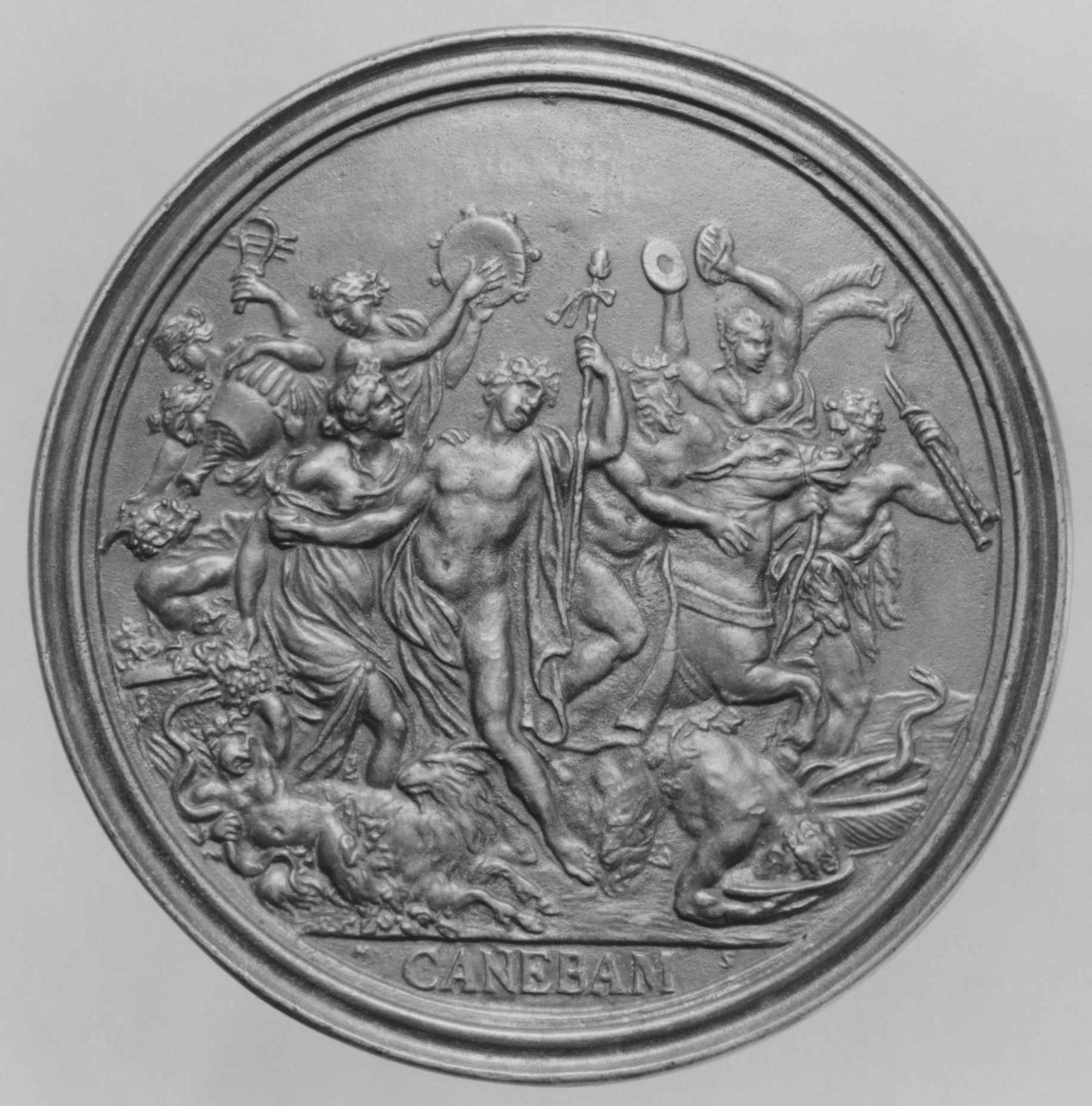
Francesco Redi (1684), revers, New York, Metropolitan Museum of Art.
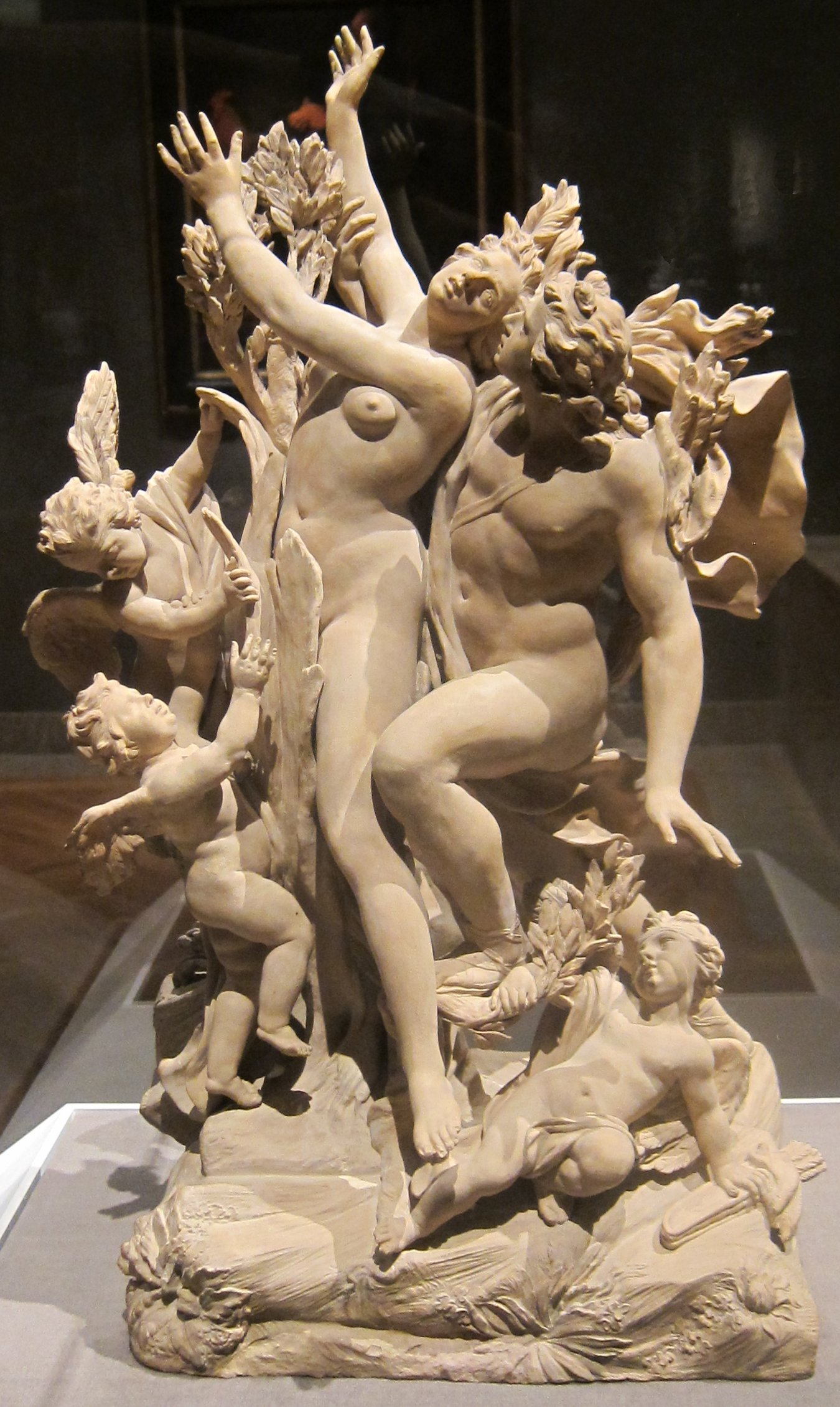
Apollon et Daphné (vers 1700), terre cuite, Cleveland Museum of Art.
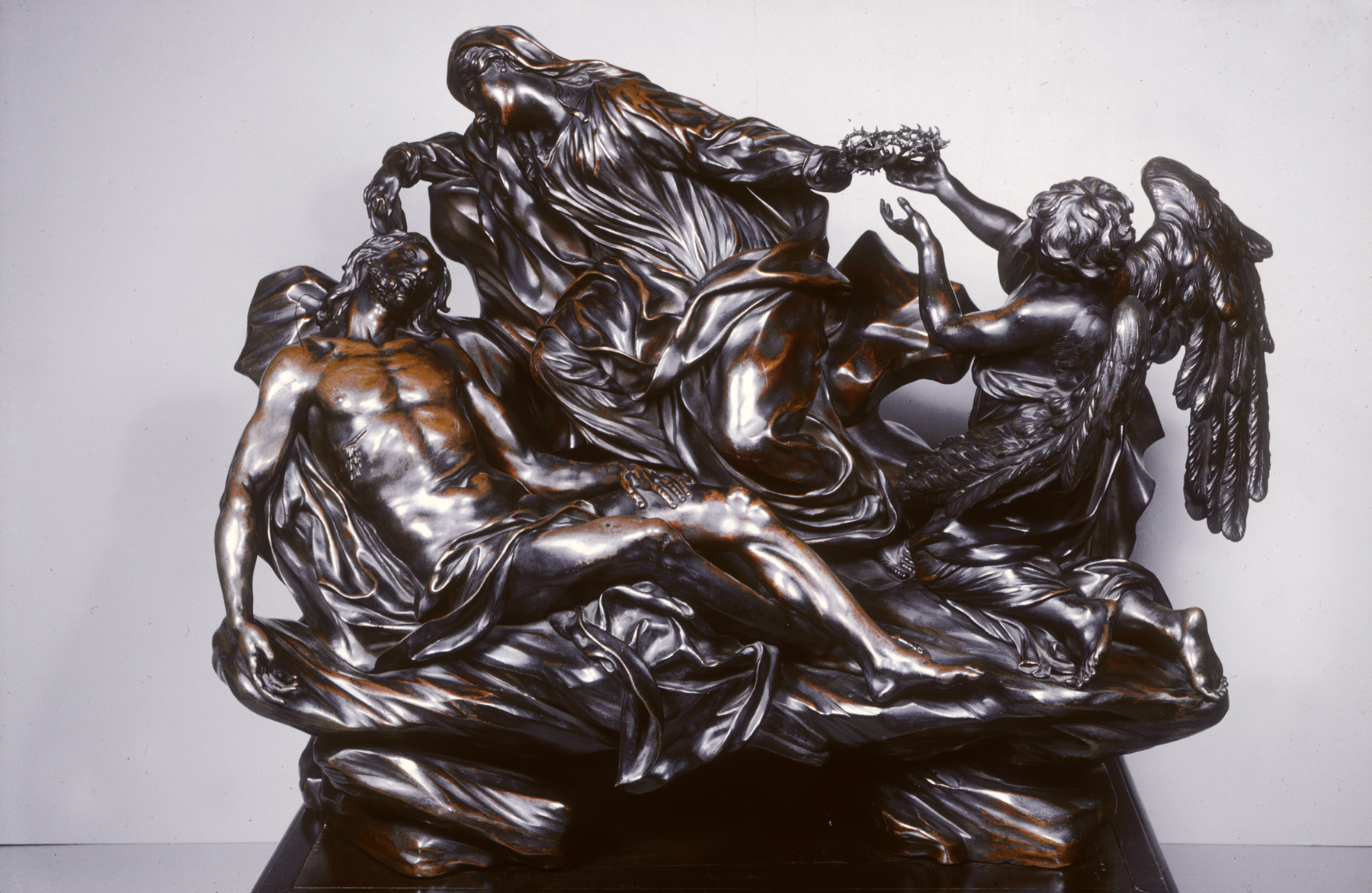
Le Christ mort veillé par la Vierge et un ange (1715-1730), bronze, Baltimore, Walters Art Museum.
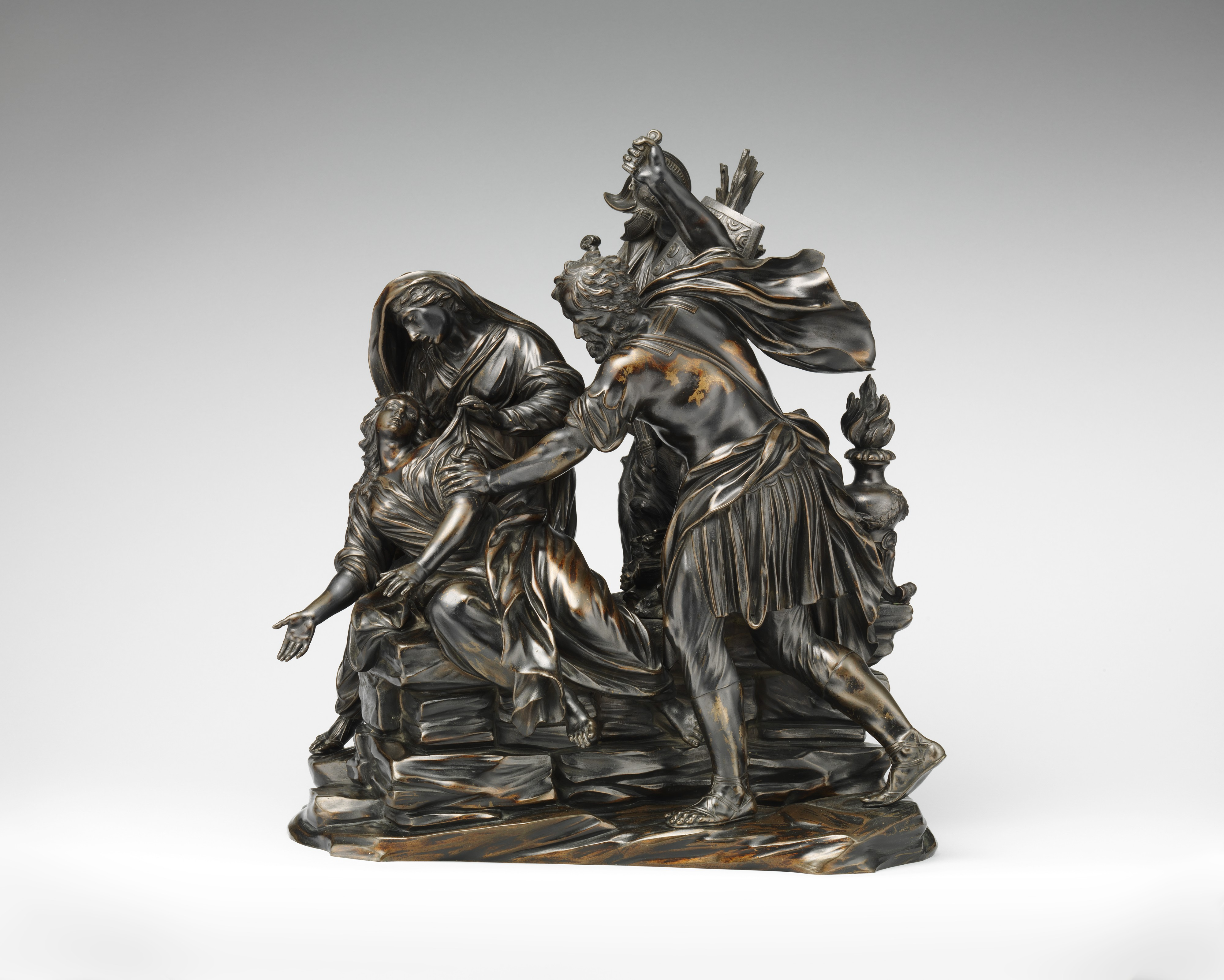
Le Sacrifice de la fille de Jephté (1722, bronze de 1730–1737), New York, Metropolitan Museum of Art.
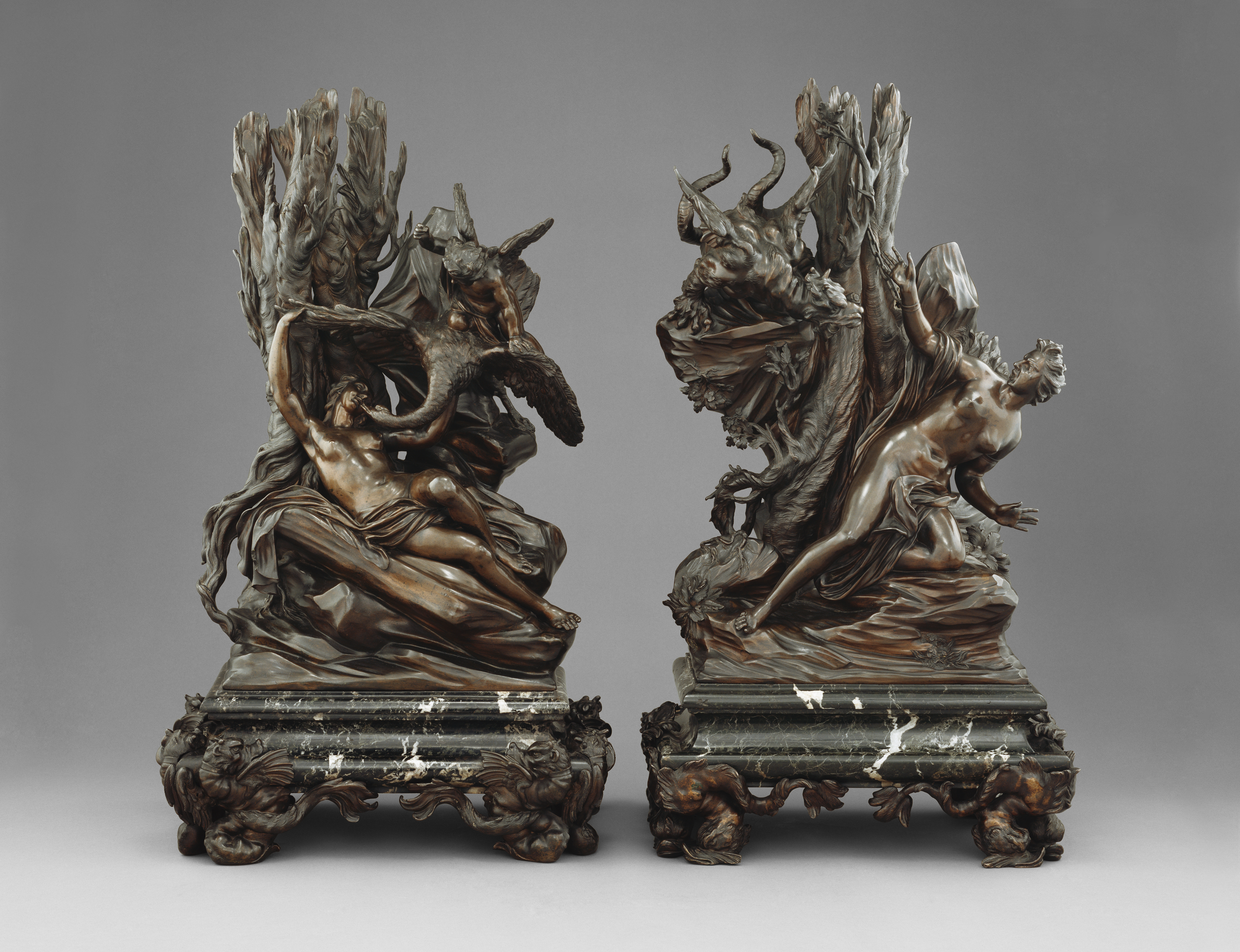
Andromède (mythologie) et le monstre marin, Léda (mythologie) et le cygne, bronzes de Massimiliano Soldani Benzi. 1725.
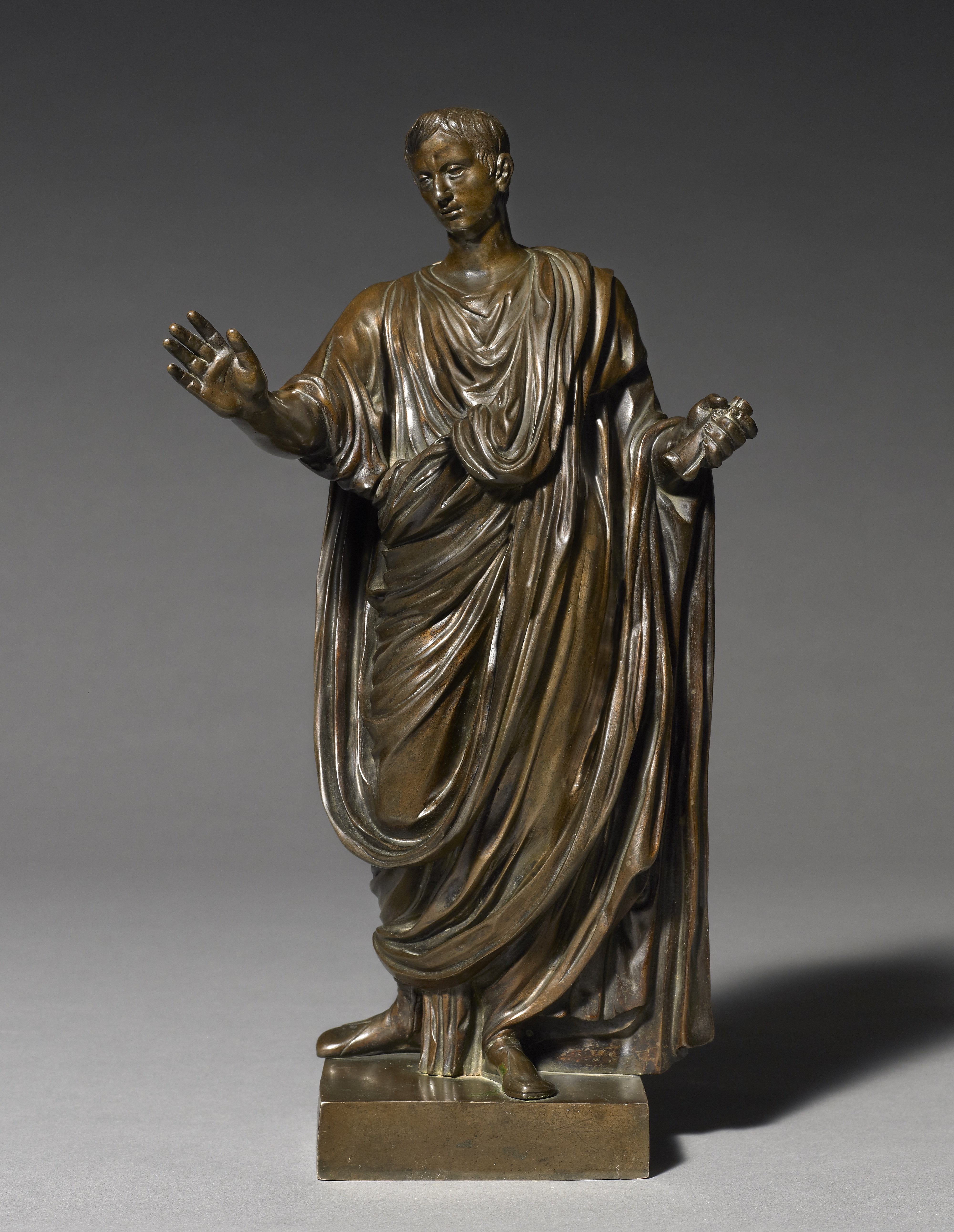
Augustus Togatus, Mougins, © (MACM) Musée d'art classique de Mougins

## Source de la traduction
- (en) Cet article est partiellement ou en totalité issu de l’article de Wikipédia en anglais intitulé « Massimiliano Soldani Benzi » (voir la liste des auteurs).